# میخائیل اوگونکوف
میخائیل اوگونکوف (روسی: Михаил Павлович Огоньков؛ ۲۴ ژوئن ۱۹۳۲ – ۱۴ اوت ۱۹۷۹) بازیکن فوتبال اهل اتحاد جماهیر سوسیالیستی شوروی بود.
از باشگاه‌هایی که در آن بازی کرده‌است می‌توان به باشگاه فوتبال اسپارتاک مسکو اشاره کرد.
وی به‌همراه تیم ملی فوتبال شوروی به مقام قهرمانی فوتبال در بازی‌های المپیک تابستانی ۱۹۵۶ دست پیدا کرده‌است.